# Sint-Willibrorduskerk (Ruurlo)
De Sint-Willibrorduskerk is een rooms-katholieke kerk in de Nederlandse plaats Ruurlo. De bouw van de kerk was begonnen in 1869 naar ontwerp van Pierre Cuypers, en in 1871 afgerond. Ver voordat de kerk werd gebouwd, kerkten de katholieken in de huidige Dorpskerk, die destijds katholiek was en eveneens de Sint Willibrorduskerk heette. Na de reformatie namen de protestanten de Dorpskerk over en moesten de katholieken in Ruurlo hun toevlucht nemen tot nabijgelegen schuil- en schuurkerken. De financiering voor een nieuwe kerk kwam rond door een legaat van baron Van Dordt tot Medler. De huidige Sint-Willibrorduskerk is in 1871 ingewijd en kreeg als patronaat Willibrord.
De oorspronkelijke kerk uit 1871 is een zaalkerk gebouwd in neogotische bouwstijl. In 1938 zijn de zijbeuken erbij gebouwd. Enkele glas in loodramen versieren de entree, die onder de kerktoren met naaldspits is begeven. Van binnen de kerk is er zicht op een groot glas-in-loodraam boven het priesterkoor, dat na restauratiewerkzaamheden in 2007 weer zichtbaar is, na in 1938 dichtgemetseld te zijn geweest.
De kerk is een gemeentelijk monument.